# Ova da Morteratsch
Die Ova da Morteratsch (rätoromanisch Ova da Morteratschⓘ; bedeutet in etwa Morteratschbach) ist ein etwa 6 Kilometer langer linker Nebenfluss des Berninabachs im Schweizer Kanton Graubünden.

## Verlauf
Die Ova da Morteratsch entspringt auf rund 2790 m ü. M. unterhalb des Piz Morteratsch dem Gletscher Vadret Boval Dadains. Nach einem Bachlauf von rund 1,6 Kilometern vornehmlich nach Nordosten und teilweise von Geröll bedeckt, erreicht sie den Morteratschgletscher, wo sie in den Schuttmassen der Seitenmoräne versickert. Nach einer Luftdistanz von rund 880 Metern tritt sie an der Gletscherzunge wieder an die Oberfläche. Sie durchfliesst das Val Morteratsch, welches sie unterhalb der von der Berninabahn betriebenen Bahnstation Morteratsch verlässt. Gleich darauf mündet die Ova da Morteratsch bei der Alp Nova (Morteratsch) direkt unterhalb der Cascata da Bernina auf 1878 m ü. M. von links in den nach Wasserführung etwa gleich grossen Berninabach.

## Namensherkunft
Volksetymologisch wird der Name Morteratsch durch die Schweizer Sage Die Jungfrau vom Morteratsch erklärt. Die reiche Bauerntochter Annetta aus Pontresina verliebt sich in Viehhüter Aratsch, ihre Eltern jedoch sind gegen die Beziehung. Die Bedingung des Vaters: Der Senn kriegt die einzige Erbin aus wohlhabendem Haus nur, wenn er Reichtum erlangt. Der Vater setzt durch, dass der Hirt aus dem Bündner Oberland im nächsten Sommer nicht mehr als Hirt auf der Alp arbeiten darf.
Aratsch ging als Soldat ins Ausland, und Annetta litt vor Kummer und Sehnsucht. Die Eltern hätten mittlerweile in eine Heirat eingewilligt, doch der Jüngling ist nicht auffindbar. Kurz bevor er nach jahrelangem Fernbleiben als Offizier nach Pontresina zurückkehrt, stirbt Annetta. Daraufhin reitet er zur Alp hinauf und springt samt Pferd in den dahinterliegenden Gletscher. Niemand hat ihn je wiedergesehen.
Der Geist des Mädchens treibt sich daraufhin Nacht für Nacht auf der Alp herum, man hört sie immer wieder klagen: „Mort Aratsch“ (deutsch: Aratsch ist gestorben, siehe: Morteratsch). Doch der zuständige Senn mag die Erscheinung und lässt sie gewähren, denn er merkt, dass die Kühe mehr Milch geben, kaum mehr ein Tier verunglückt und der Rahm fetter ist als vorher.
Sein Nachfolger jedoch verweist den Geist der Annetta von der Alp, worauf ein Gewitter aufzieht und sie einen Fluch ausspricht: «Schmaladida saja quaist’ alp e sia pas-chüra!» (deutsch: Verflucht sei diese Alp samt ihren Weiden). Von da an ist der Segen der Alp dahin, sie muss schon bald verlassen werden. Die Weiden werden immer magerer. und der Gletscher rückt aus der Schlucht dahinter zusehends vor und bedeckt die Alp, die Hütte und dazu das ganze Seitental weit gegen den Berg hinauf, der seither Munt Pers (verlorener Berg) heisst.